# Ignácz Gyulay
Ignácz Gyulay hrabě z Maros-Németh a Nádaska (11. září 1763 Hermannstadt – 11. listopadu 1831 Vídeň) byl rakouský generál a prezident Dvorské válečné rady.

## Život
V roce 1781 vstoupil jako kadet do pěšího pluku svého otce. V letech 1789–1790 se účastnil války s Turky.
Za válek první koalice bojoval pod velením generála Wurmsera a v roce 1793 mu byl udělen rytířský kříž řádu Marie Terezie. V listopadu 1796 se účastnil dobytí pevnost Kehl. V roce 1797 byl povýšen na generálmajora.
Za válek druhé koalice se účastnil jako velitel brigády pod velením arcivévody Karla bitev u Ostrachu (21. března 1799) a Stockachu (25. března 1799). Po uzavření míru v Lunéville se stal velitelem divize v Pešti.
Od roku 1806 se stal správcem Chorvatska, Dalmácie a Slavonie. Za války páté koalice 1809 byl pod velením arcivévody Jana. V letech 1809–1813 opět působil jako správce. Po vstupu Rakouska do války na straně koalice roku 1813 byl u hlavní armády pod velením knížete Schwarzenberga. V bitvě u Drážďan velel levému křídlu hlavní armády knížete Schwarzenberga. V bitvě u Lipska působil jako spojovací článek mezi slezskou armádou Blüchera a Schwarzenbergovou hlavní armádou. Při následném tažení do Francie se roku 1814 vyznamenal v bitvě u La Rothière a dále se se svou jednotkou účastnil bitvy u Arcis-sur-Aube, bitvy u Fère-Champenoise a bitvy o Paříž 30. března 1814. Během Napoleonovy 100 denní vlády velel jednotkám v Rakousku.

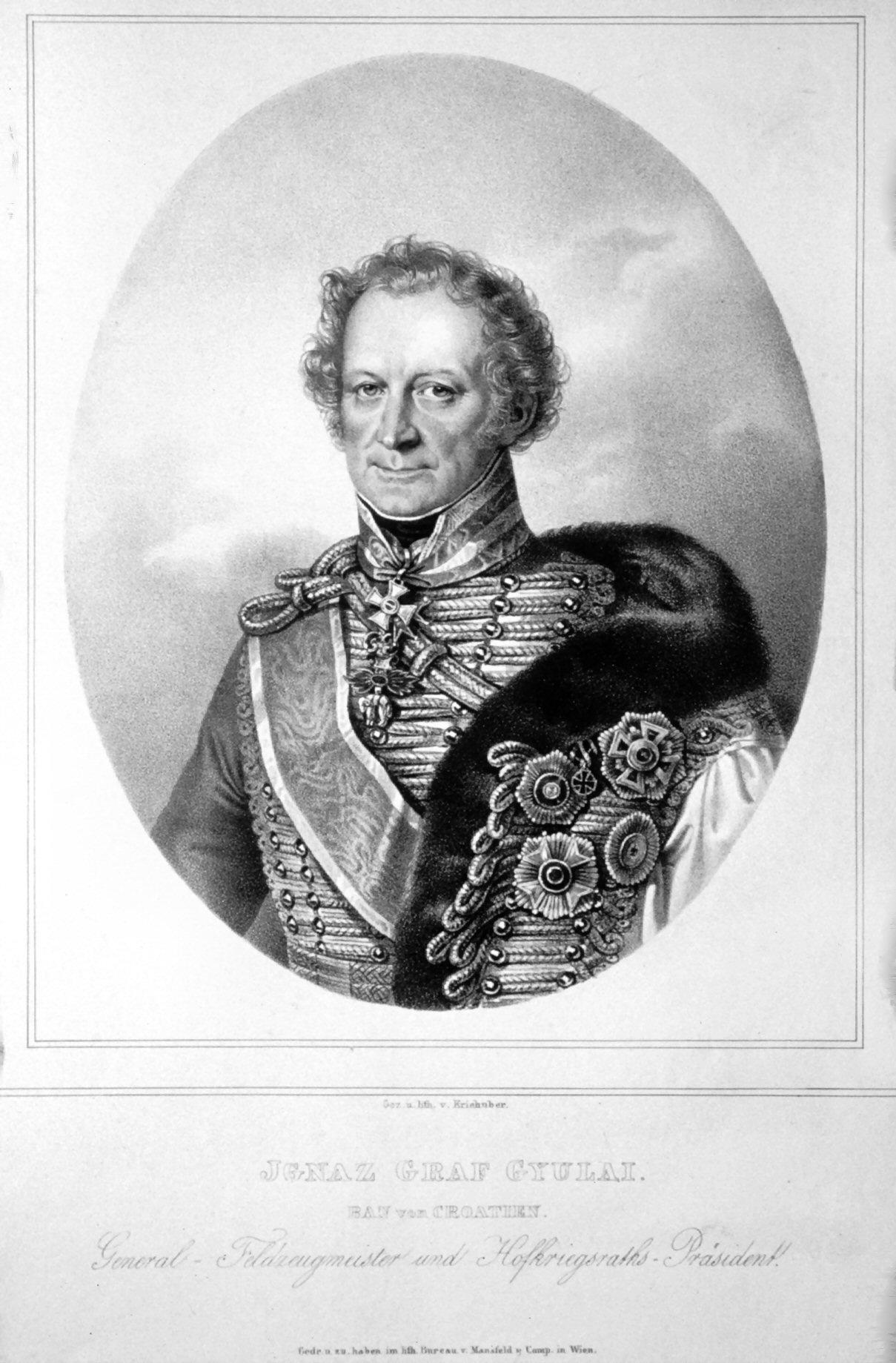
Gyulai Ignaz Lithografie od Josefa Kriehubera, 1830

V roce 1816 byl opět správcem v Chorvatsku. V roce 1824 převzal velení v Čechách a v roce 1829 převzal velení v Rakousku. Od roku 1830 do roku 1831 byl prezidentem Dvorské válečné rady, tuto funkci vykonával až do své smrti roku 1831.